# Rogier Wassen
Rogier Wassen (ur. 9 sierpnia 1976 w Roermond) – holenderski tenisista, reprezentant w Pucharze Davisa.

## Kariera tenisowa
Jako zawodowy tenisista Wassen występował w latach 1994–2012.
W grze pojedynczej ma w swoim dorobku 1 wygrany turniej rangi ATP Challenger Tour, w Toluce z roku 1998. W finale pokonał Gastóna Etlisa.
W grze podwójnej Wassen zwyciężył w 5 turniejach rangi ATP World Tour oraz w dalszych 5 był finalistą. W wielkim szlemie najlepszym rezultatem Holendra jest ćwierćfinał Australian Open z 2007, kiedy wspólnie z Jeffem Coetzeem wyeliminowali po drodze Františka Čermáka i Jaroslava Levinskýego. Pojedynek o dalszą fazę rozgrywek przegrali z Bobem i Mikiem Bryanami.
W latach 2006, 2007 i 2009 Wassen reprezentował Holandię w Pucharze Davisa. Rozegrał przez ten okres 3 przegrane pojedynki deblowe.
Najwyżej sklasyfikowany w rankingu singlistów był na 143. miejscu w maju 1999, z kolei w zestawieniu deblistów we wrześniu 2007 zajmował 24. pozycję.

### Finały w turniejach ATP World Tour
| Legenda                                      |
| -------------------------------------------- |
| Wielki Szlem                                 |
| Igrzyska olimpijskie                         |
| Tennis Masters Cup / ATP Finals              |
| ATP Masters Series / ATP Tour Masters 1000   |
| ATP International Series Gold / ATP Tour 500 |
| ATP International Series / ATP Tour 250      |

#### Gra podwójna (5–5)
| Końcowy wynik | Nr | Data                 | Turniej          | Nawierzchnia    | Partner          | Przeciwnicy                            | Wynik finału         |
| ------------- | -- | -------------------- | ---------------- | --------------- | ---------------- | -------------------------------------- | -------------------- |
| Finalista     | 1. | 30 października 2005 | Lyon             | Dywanowa (hala) | Jeff Coetzee     | Michaël Llodra Fabrice Santoro         | 3:6, 1:6             |
| Zwycięzca     | 1. | 14 stycznia 2006     | Auckland         | Twarda          | Andrei Pavel     | Simon Aspelin Todd Perry               | 6:3, 5:7, 10–4       |
| Zwycięzca     | 2. | 13 stycznia 2007     | Auckland         | Twarda          | Jeff Coetzee     | Simon Aspelin Chris Haggard            | 6:7(9), 6:3, 10–2    |
| Zwycięzca     | 3. | 23 czerwca 2007      | ’s-Hertogenbosch | Trawiasta       | Jeff Coetzee     | Martin Damm Leander Paes               | 3:6, 7:6(5), 12–10   |
| Finalista     | 2. | 22 lipca 2007        | Amersfoort       | Ceglana         | Robin Haase      | Juan Pablo Brzezicki Juan Pablo Guzmán | 2:6, 0:6             |
| Finalista     | 3. | 2 marca 2008         | Zagrzeb          | Twarda (hala)   | Christopher Kas  | Paul Hanley Jordan Kerr                | 3:6, 6:3, 8–10       |
| Zwycięzca     | 4. | 20 lipca 2008        | Amersfoort       | Ceglana         | František Čermák | Jesse Huta Galung Igor Sijsling        | 7:5, 7:5             |
| Finalista     | 4. | 8 lutego 2009        | Zagrzeb          | Twarda (hala)   | Christopher Kas  | Martin Damm Robert Lindstedt           | 4:6, 3:6             |
| Finalista     | 5. | 12 lipca 2009        | Newport          | Trawiasta       | Michael Kohlmann | Jordan Kerr Rajeev Ram                 | 7:6(6), 6:7(7), 6–10 |
| Zwycięzca     | 5. | 26 września 2010     | Metz             | Twarda (hala)   | Dustin Brown     | Marcelo Melo Bruno Soares              | 6:3, 6:3             |